# Isla El Guayabito
Isla El Guayabito är en ö i Mexiko  Den ligger i lagunen Estero Teacapan och tillhör kommunen Escuinapa i delstaten Sinaloa, i den västra delen av landet.